# Península Mitre
Península Mitre är en halvö i Argentina.   Den ligger i provinsen Eldslandet, i den södra delen av landet, 2 300 km söder om huvudstaden Buenos Aires.
Trakten runt Península Mitre består i huvudsak av gräsmarker. Runt Península Mitre är det mycket glesbefolkat, med 6 invånare per kvadratkilometer.